# 许集美
许集美（1924年8月1日—2016年4月22日），福建省晋江县安海镇桥头村人，中华人民共和国政治人物。曾任泉州市市长、福建省政协副主席。

## 生平

### 早期以及抗日战争期间
许集美于1924年8月1日出生在福建省晋江县安海镇桥头村（今泉州市下辖晋江市境内），其父亲许经明为光绪壬辰科秀才，是安海镇新店村人后来到桥头村发展。1938年至1941年，许集美在安海养正中学读书，参加学生运动。1939年4月抗日战争爆发后养正中学易址，中国共产党地下组织在此地区建立，许集美加入并担任了第二任书记，并于1939年10月加入中国共产党。1940年3月，任养正中学学生党支部书记。1941年2月至8月，任中共官桥区青委书记。1942年8月任中共晋江安海区特派员。1943年下半年至1944年底任晋江、南安、同安、仙游、惠安边区负责人（工作委员会书记）。1945年春任中共安溪县工委书记，期问为迎接计划南下粤东的八路军、新四军部队，奉中共福建省委之命任挺进工作队队长，打通通往闽粤赣边区的路线。在安溪县龙涓、西坪、虎邱、湖头和县城发动民运，建立中共基层组织。

### 第二次国共内战
1946年4月，许集美任中共厦门市工委书记。1946年6月至1949年9月，任中共泉州中心县委书记、中共闽中地委委员。期问于1947年5月组织群众武装，指挥攻进安海镇，并建立泉州游击队，活跃于晋江、南安、安溪、永春地区，开展游击战争；1947年7月，任闽中司令部戴云纵队直属支队指导员、政工队长；1948年6月在泉州成功领导劫狱斗争；1949年5月，任泉州团队指挥员兼政委。同时，亲自部署策动国民党三二五师陈言廉部九百多名官兵起事，带动了晋江、南安、同安等县呼应。1949年8月31日，该部率先攻入泉州城。

### 共和国时期
1949年9月至1950年12月，许集美任中共晋江县委委员、县委第一副书记兼县长。1951年1月至1953年2月，任泉州市市长、泉州市各界人民代表会议常委会主任，兼任泉州市人民法院院长、泉州市政府党组书记。1952年11月，任中共晋江地委委员、统战部长。1953年7月，任中共晋江地委委员、地委秘书处秘书长。1954年10月至1956年6月，任中共晋江地委委员、宣传部长。1956年8月，任中共晋江地委常委，同年9月至1958年5月，任晋江专员公署专员，任职期许集美动议筹建泉州海外交通史博物馆，并于1959年在泉州开元寺旁建成开放。1963年8月，任共青团福建省委副书记。1964年8月至1968年10月，任中共三明地委副书记。
1970年1月，许集美任莆田县革委会第一副主任。同年6月，任中共莆田县革委会党的核心小组副组长。1971年6月至1977年9月，任莆田地委委员、常委、副书记。1973年1月至1977年9月，任莆田地区革委会副主任。1973年2月至1975年7月，任莆田地区革委会政治处党的核心小组组长。曾当选中共福建省委候补委员。文化大革命期间受到迫害，中共十一届三中全会后得到平反。1983年2月，任福建省人民政府侨务办公室副主任。1985年10月至1993年1月，历任政协福建省第五、六届委员会副主席。1998年12月离职。
2016年4月22日，许集美在福州逝世，享年92岁。